# 麥迪遜 (內布拉斯加州)
麥迪遜（英語：Madison）是一個位於美國內布拉斯加州麥迪遜縣的城市。根據2010年美國人口普查，該地共人口2438人，而該地的面積約為2.98平方千米。同時該地也是麥迪遜縣的縣治。

## 地理
麥迪遜的座標為41°49′39″N 97°27′25″W / 41.82750°N 97.45694°W，而該地的平均海拔高度為483米（即1585英尺）。